# El Cultural
El Cultural es una publicación española de periodicidad semanal, dedicada a la información cultural en el «sentido amplio» del término, ya que dispone de las secciones de: noticias culturales, letras, artes, escenarios (teatro y música), cine y ciencia.
A partir de 2022, El Cultural es la sección cultural de El Español al cual se ha unido; empero, El Cultural publica una edición impresa independiente, a la venta en quioscos.

## El Cultural
La publicación El Cultural fue fundada en 1998 por Luis María Anson, siendo presidente del periódico La Razón, como una revista de información cultural distribuida a modo de suplemento cultural los sábados conjunta e inseparablemente con el periódico diario La Razón desde el 8 de noviembre de 1998 (n.º 1) hasta el 25 de julio de 1999 (n.º 38). Al desprenderse la sociedad propietaria de la cabecera de la revista, el diario La Razón comenzó a publicar un suplemento cultural, «El Caballo Verde», como sección propia del periódico y sin paginación propia.
En septiembre de 1999 la cabecera fue incorporada a una sociedad de nueva creación, Prensa Europea del siglo XXI, S.A, editora a partir de entonces de El Cultural, que fue participada mayoritariamente por Unidad Editorial, S.A., propietaria a su vez del periódico diario El Mundo del Siglo XXI, con el que se ha distribuido conjunta e inseparablemente desde el 3 de octubre de 1999 (n.º 39), como suplemento cultural del mismo, variando varias veces el día de entrega semanal (miércoles, jueves, viernes). Anteriormente a la adquisición de El Cultural, el periódico El Mundo del Siglo XXI tenía un suplemento semanal dedicado a los libros, Esfera de los Libros, que aparecía encartado en el mismo pero con paginación propia, el cual dejó de publicarse.
Las empresas editoras de la publicación impresa de El Cultural han sido: primero Audiovisual Española, S.A.; posteriormente Prensa Europea del siglo XXI, S.A.; y más recientemente Prensa Europea del siglo XXI, S.L. La dirección de El Cultural, desde su fundación, la ha realizado la periodista Blanca Berasátegui.
Desde su inicio El Cultural incorporó una sección de ciencia en sus páginas, manteniendo un concepto innovador en el panorama del periodismo cultural español que propugna que la ciencia es parte de la cultura y que ambas no pertenecen a ámbitos diferentes. Actualmente, esta sección de ciencia se mantiene únicamente en la edición impresa de El Cultural, y con un reducido espacio en relación con las demás secciones.
La directora de la publicación, Blanca Berasátegui, desde el primer número supervisa el contenido "La papelera", una columna que distintos redactores escriben bajo el seudónimo de 'Juan Palomo'. En ElCultural.es se reproduce dicha columna de opinión en un blog homónimo.
El Cultural, con el patrocinio privado, instauró en 2007 el Premio Valle-Inclán, un galardón dirigido a la profesión teatral, premiando a una persona vinculada profesionalmente a los trabajos teatrales que se hayan exhibido en los escenarios madrileños durante el año de la convocatoria, otorgándose en la primavera del siguiente año.

## ElCultural.es
ElCultural.es, es la versión digital de El Cultural. La edita El Cultural Electrónico, S.L., desde 2000, y además de contener la versión electrónica de la edición impresa y una hemeroteca de la misma, completa la información de la publicación en papel con secciones y apartados específicos, como las dedicadas a vídeos y galerías de imágenes, y abriendo secciones nuevas como las dedicadas a blogs, información sobre concursos literarios, artísticos, debates, escénicos y musicales.